# Kapau-a-Nuʻakea
Kapauanuakea (havajski Kapau-a-Nuʻakea = "Kapau, kći Nuakeje") bila je havajska plemkinja i poglavarica havajskog otoka Molokaija (treći vladar otoka).
Bila je kći poglavice Keʻoloʻewe i  poglavarice Nuʻakee.
Njezin je muž bio Lanileo, a njihova kći Kamauliwahine postala je kraljica.